# Cratere Dolius
Dolius è un cratere sulla superficie di Teti.